# Epiplatys singa
Epiplatys singa (Boulenger, 1899) è un pesce d'acqua dolce appartenente alla famiglia Nothobranchiidae, diffuso nelle paludi e nei torrenti di Congo, Gabon e Angola.

## Descrizione
Raggiunge una lunghezza massima di 6 cm.

## Biologia
Non è un killifish stagionale.

### Riproduzione
È oviparo e la fecondazione è esterna. Non vi sono cure parentali.

## Sinonimi
Haplochilus singa Boulenger, 1899

Aphyosemion singa (Boulenger, 1899)

Panchax singa (Boulenger, 1899)

Haplochilus macrostigma Boulenger, 1911

Aplocheilus macrostigma (Boulenger, 1911)

Epiplatys macrostigma (Boulenger, 1911)

Panchax macrostigma (Boulenger, 1911)

Epiplatys chinchoxoanus (Ahl, 1924)

Panchax chinchoxoanus Ahl, 1924

Epiplatys ornatus (Ahl, 1928)

Panchax ornatus Ahl, 1928

## Acquariofilia
Viene talvolta catturato per essere allevato in acquario, dove non è particolarmente difficile da allevare.